# Château-Larcher
Château-Larcher és un municipi francès situat al departament de la Viena i a la regió de la Nova Aquitània. L'any 2007 tenia 918 habitants.

## Demografia

### Població
El 2007 la població de fet de Château-Larcher era de 918 persones. Hi havia 341 famílies de les quals 68 eren unipersonals (32 homes vivint sols i 36 dones vivint soles), 103 parelles sense fills, 146 parelles amb fills i 24 famílies monoparentals amb fills.
La població ha evolucionat segons el següent gràfic:
Habitants censats

### Habitatges
El 2007 hi havia 427 habitatges, 351 eren l'habitatge principal de la família, 55 eren segones residències i 21 estaven desocupats. 380 eren cases i 17 eren apartaments. Dels 351 habitatges principals, 282 estaven ocupats pels seus propietaris, 61 estaven llogats i ocupats pels llogaters i 7 estaven cedits a títol gratuït; 14 tenien dues cambres, 40 en tenien tres, 103 en tenien quatre i 194 en tenien cinc o més. 308 habitatges disposaven pel capbaix d'una plaça de pàrquing. A 133 habitatges hi havia un automòbil i a 204 n'hi havia dos o més.

### Piràmide de població
La piràmide de població per edats i sexe el 2009 era:
| Homes | Edats   | Dones |
| ----- | ------- | ----- |
| 0     | 95 o +  | 0     |
| 4     | 90 a 94 | 0     |
| 8     | 85 a 89 | 16    |
| 4     | 80 a 84 | 4     |
| 28    | 75 a 79 | 4     |
| 8     | 70 a 74 | 20    |
| 8     | 65 a 69 | 20    |
| 12    | 60 a 64 | 16    |
| 24    | 55 a 59 | 20    |
| 12    | 50 a 54 | 24    |
| 68    | 45 a 49 | 56    |
| 24    | 40 a 44 | 32    |
| 24    | 35 a 39 | 12    |
| 28    | 30 a 34 | 24    |
| 24    | 25 a 29 | 28    |
| 32    | 20 a 24 | 24    |
| 40    | 15 a 19 | 44    |
| 16    | 10 a 14 | 28    |
| 12    | 5 a 9   | 20    |
| 24    | 0 a 4   | 20    |

## Economia
El 2007 la població en edat de treballar era de 617 persones, 472 eren actives i 145 eren inactives. De les 472 persones actives 449 estaven ocupades (245 homes i 204 dones) i 23 estaven aturades (10 homes i 13 dones). De les 145 persones inactives 63 estaven jubilades, 43 estaven estudiant i 39 estaven classificades com a «altres inactius».

### Ingressos
El 2009 a Château-Larcher hi havia 361 unitats fiscals que integraven 925 persones, la mediana anual d'ingressos fiscals per persona era de 18.652 €.

### Activitats econòmiques
Dels 19 establiments que hi havia el 2007, 1 era d'una empresa de fabricació de material elèctric, 2 d'empreses de fabricació d'altres productes industrials, 5 d'empreses de construcció, 2 d'empreses de comerç i reparació d'automòbils, 1 d'una empresa d'hostatgeria i restauració, 1 d'una empresa d'informació i comunicació, 1 d'una empresa financera, 2 d'empreses immobiliàries, 1 d'una empresa de serveis, 2 d'entitats de l'administració pública i 1 d'una empresa classificada com a «altres activitats de serveis».
Dels 4 establiments de servei als particulars que hi havia el 2009, 1 era una fusteria, 1 lampisteria, 1 electricista i 1 restaurant.
L'any 2000 a Château-Larcher hi havia 21 explotacions agrícoles que ocupaven un total de 880 hectàrees.

## Equipaments sanitaris i escolars
El 2009 hi havia una escola elemental integrada dins d'un grup escolar amb les comunes properes formant una escola dispersa.

## Poblacions més properes
El següent diagrama mostra les poblacions més properes.